# Saïda Ichalamène
Saïda Ichalamène est une femme politique algérienne, née en Algérie dans la wilaya de Béjaïa.

## Biographie
Saïda Ichalamène est née en 1957 dans la commune de Toudja de la Daïra d'El Kseur dans la wilaya de Béjaïa,.
Elle a été directrice régionale de l'Agence nationale de gestion du micro-crédit (Angem) dans la wilaya de Béjaïa de 2002 à 2012,.

## Parcours politique
Saïda Ichalamène a adhéré au Front des forces socialistes (FFS) dans sa jeunesse,.
Lors des élections locales de 1997, Saïda Ichalamène a été élue comme députée du FFS à l'Assemblée populaire wilayale (APW) de Béjaïa.
Lors des élections législatives de 2012, Saïda Ichalamène a été élue comme députée du FFS à l'Assemblée populaire nationale (APN) pour la wilaya de Béjaïa,.
Elle est membre de la commission économique et développement de l'Assemblée populaire nationale,.

## Instance présidentielle du FFS
Saïda Ichalamène est membre de l'Instance présidentielle du FFS depuis le cinquième congrès tenu en 2013,.
Le Front des forces socialistes (FFS) avait élu le 25 mai 2013, au troisième et dernier jour des travaux de son 5e congrès, sa nouvelle direction formée d'une instance présidentielle composée de cinq membres que sont Mohand Amokrane Cherifi, Ali Laskri, Rachid Hallet, Aziz Baloul et Saïda Ichalamène,. 
Les 1044 congressistes du parti avaient élu à la majorité écrasante, dans un vote à main levée, l'unique liste proposée à la candidature pour la constitution de l'instance présidentielle et comportant les noms cités, dont Saïda Ichalamène,.

## Comité d'éthique du FFS
Les congressistes du FFS ont validé en 2013 les clauses du nouveau règlement intérieur en conformité avec la situation politique et les principes du parti,.
Ce nouveau règlement intérieur a institué un comité d'éthique présidé par Mohand Amokrane Cherifi secondé par Rachid Hallet, et dont Saïda Ichalamène est membre.

### Vidéo
- [vidéo] « Table ronde du FFS sur le développement local », sur YouTube.